# 三宅正一
三宅 正一（みやけ しょういち、1900年（明治33年）11月28日 - 1982年（昭和57年）5月23日）は、日本の農民運動家、政治家。衆議院副議長。

## 来歴・人物
岐阜県恵那郡明智町（現・恵那市）出身。父親は村長を務める名望家だった。弟は名古屋市で眼科医院を開業した三宅寅三（歌人・三宅千代の夫）。旧制岐阜中学校（現・岐阜県立岐阜高等学校）から早稲田大学政治経済学部に進学。早大では学生無産運動団体の「建設者同盟」に参加した。同学年に平野力三（元農林大臣）。
1923年早大を卒業。翌1924年に日本農民組合関東同盟の新潟県出張所を新発田に開設、以後新潟県に定住する。1926年、小作料の減免を求める農民に対し、地主が土地への立入禁止処分で対抗したことから始まった木崎村小作争議（木崎村は現在の新潟市北区）を先頭にたって指導し、小作料不納同盟の結成、小作人子弟の同盟休校、村政改革、無産農民学校設立などを行い対抗した。同争議は1930年に和解が成立し、小作人の耕作権は認められなかったものの、以後小作人側に有利な判決が下されるようになった。
同じく1926年に労働農民党結成に参加し、中央執行委員となるも、同年左右の分裂のなかで党を脱退し、麻生久、三輪寿壮らと日本労農党を結成、中央執行委員となり、以後は日労系と目される。1932年長岡市議会議員、1936年の第19回衆議院議員総選挙に社会大衆党から出馬して衆議院議員に初当選、以後通算15回当選。
1942年の翼賛選挙では非推薦で当選、護国同志会に参加した。同年、日本医療団理事に就任。戦後は日本社会党の結成に参加するも公職追放に遭い、解除後の1949年に新潟2区から国政復帰を果たした。社会党分裂期は右派社会党幹部として左右両派統一に尽力する。1968年党副委員長、1976年から1979年まで衆議院副議長。1980年の第36回衆議院議員総選挙で落選し、政界引退。在職37年11か月であった。
1982年5月23日、心不全のため死去。享年81。

## 逸話
新潟3区では田中角栄の好敵手であった。田中は三宅（日農）支持者に食い込む形で勢力を拡大するが、三宅も根強い支持層で対抗した。ロッキード事件後の第34回衆議院議員総選挙で選挙運動中にお互い出くわした際には、三宅は「体に気をつけろよ」と田中にエールを送り、田中は「農民の恩人である三宅先生だけは落選させてはいけない。もし落選させたら新潟県人の恥になる」と三宅を称えた。
1970年11月24日の衆議院本会議で川島正次郎自由民主党副総裁への追悼演説を行った。この演説について、佐藤栄作首相は「なかなかの名文で感動を与へた」と日記に綴っている。
1970年9月より、日本相撲協会に請われて、協会の運営審議委員会委員を務めた。

## 著書
- 『木崎事件の真相』(無産農民学校パンフレット 日本農民組合東京出張所, 1926
- 『農村と青年運動』社会評論社, 1927
- 『国民保健論 国民健康保険と医療政策』全国医療利用組合協会 編. 日新閣書店, 1937
- 『幾山河を越えて からだで書いた社会運動史』恒文社, 1966 大空社、2000
- 『激動期の日本社会運動史 賀川豊彦・麻生久・浅沼稲次郎の軌跡』現代評論社, 1973

## 関連文献
| - 衆議院・参議院『議会制度百年史 - 衆議院議員名鑑』大蔵省印刷局、1990年。 - 『新訂 政治家人名事典 明治～昭和』日外アソシエーツ、2003年。ISBN 9784816918056 - 三宅正一『幾山河を越えて からだで書いた社会運動史』恒文社、1966年。 - 飯田洋『農民運動家としての三宅正一 その思想と行動』新風舎、2006年。 - 『衆議院議員総選挙一覧、第19回』衆議院事務局、1936年。 - 『衆議院議員総選挙一覧、第20回』衆議院事務局、1937年。 - 『衆議院議員総選挙一覧、第21回』衆議院事務局、1943年。 - 『衆議院議員総選挙一覧、第24回』衆議院事務局、1949年。 | - 『衆議院議員総選挙一覧、第25回』衆議院事務局、1953年。 - 『衆議院議員総選挙一覧、第26回』衆議院事務局、1953年。 - 『衆議院議員総選挙一覧、第27回』衆議院事務局、1955年。 - 『衆議院議員総選挙一覧、第28回』衆議院事務局、1958年。 - 『衆議院議員総選挙一覧、第29回』衆議院事務局、1961年。 - 『衆議院議員総選挙一覧、第30回』衆議院事務局、1964年。 - 『衆議院議員総選挙一覧、第31回』衆議院事務局、1967年。 |

| 議会          | 議会                                 | 議会          |
| ------------- | ------------------------------------ | ------------- |
| 先代 秋田大助 | 衆議院副議長 第52代：1976年 - 1979年 | 次代 岡田春夫 |